# Katedra w Rochester
Katedra w Rochester (ang. Rochester Cathedral lub Cathedral Church of Christ and the Blessed Virgin Mary) – katedra diecezji Rochester Kościoła Anglii.
Początki katedry sięgają 604 roku. Wtedy to Just z Canterbury ufundował i konsekrował świątynię (jej pozostałości zachowały się w wykopaliskach). Następny kościół został wzniesiony w latach 1078-1108 przez biskupa Gundulfa z Rochester (pozostałości jego katedry zachowały się w obecnych murach naw bocznych razem z dawniej wolno stojącą wieżą Gundulfa i częścią krypt. W połowie XII wieku kościół został przebudowany (fasada wschodnia nie wcześniej niż późne lata 40. XII wieku). Szczyt wschodni (w tym dwa wschodnie przęsła nawy głównej) powstał między 1210 a 1240 rokiem. Przebudowy (głównie okien) w XIV i XV wieku. Kaplica maryjna powstała na początku XVI wieku. Główne restauracje wykonane przez Cottinghama (1825 rok), Scott (1870 rok, głównie renowacja szczytu wschodniego i odnowienie wnętrza), Pearsona (1888 rok, zwłaszcza fasada zachodnia) i C. Hodgsona-Fowlera (1904-1905; odbudowa głównej wieży).